# W.G. van de Hulstschool
De W.G. van de Hulstschool was een basisschool in Utrecht aan de Lingestraat in de wijk Rivierenwijk.
De school is gesticht in 1858 en in 1959 genoemd naar de kinderboekenschrijver en hoofdonderwijzer Willem Gerrit van de Hulst sr. die er zijn hele loopbaan werkzaam was. De W.G. van de Hulstschool was een protestants-christelijke school waar werd uitgegaan van de principes van de bijbel en de verhalen die daarin staan. 
In 2018 is de naam van de school gewijzigd in Basisschool De Wereldwijzer.
Het gebouw is Gemeentelijk monument 344/1433.

## Trivia
De huidige ingang van de school bevindt zich aan de Lingestraat terwijl die zich vroeger aan de Jutfaseweg bevond.

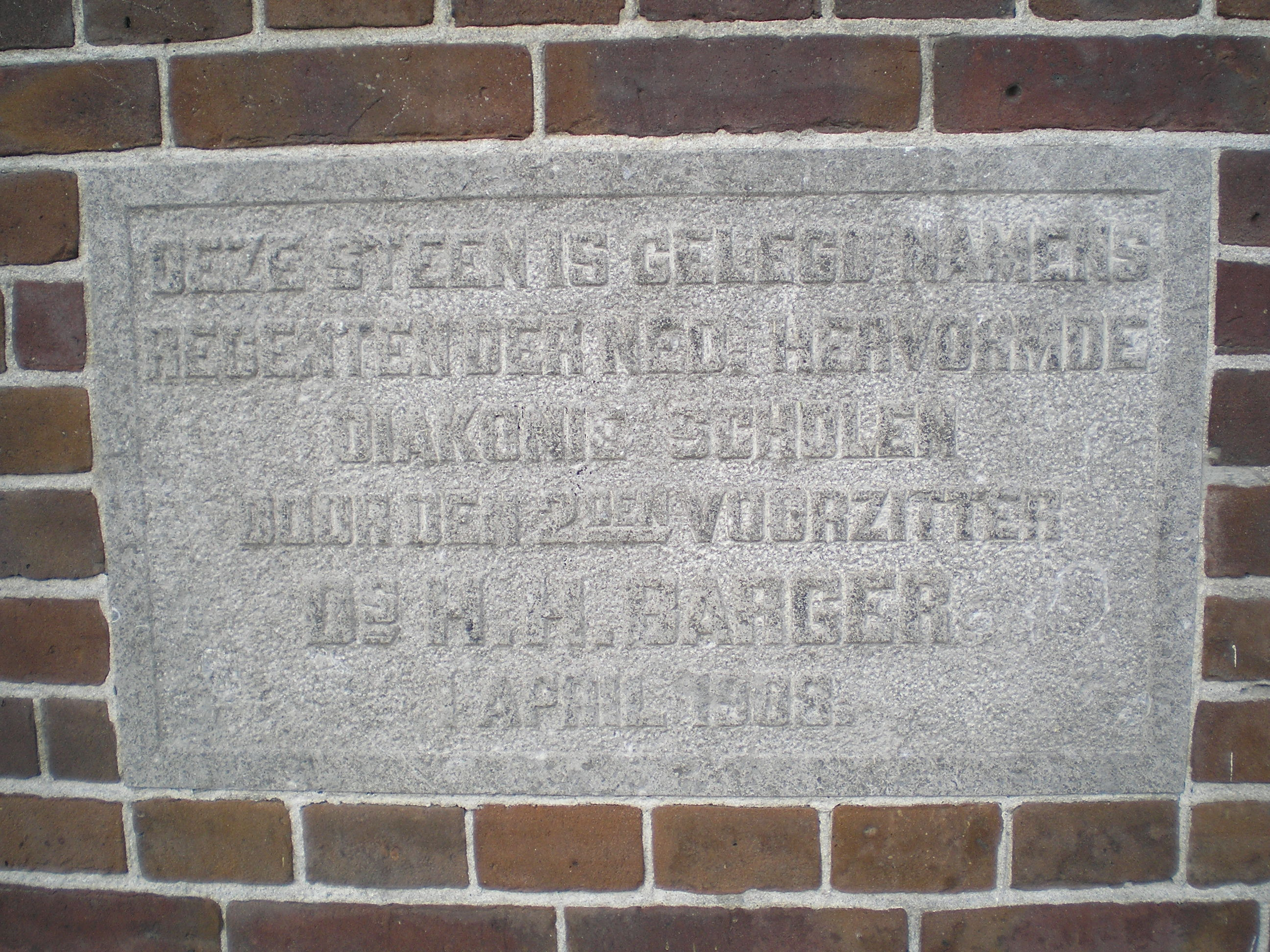
Eerste steen aan de Jutfaseweg
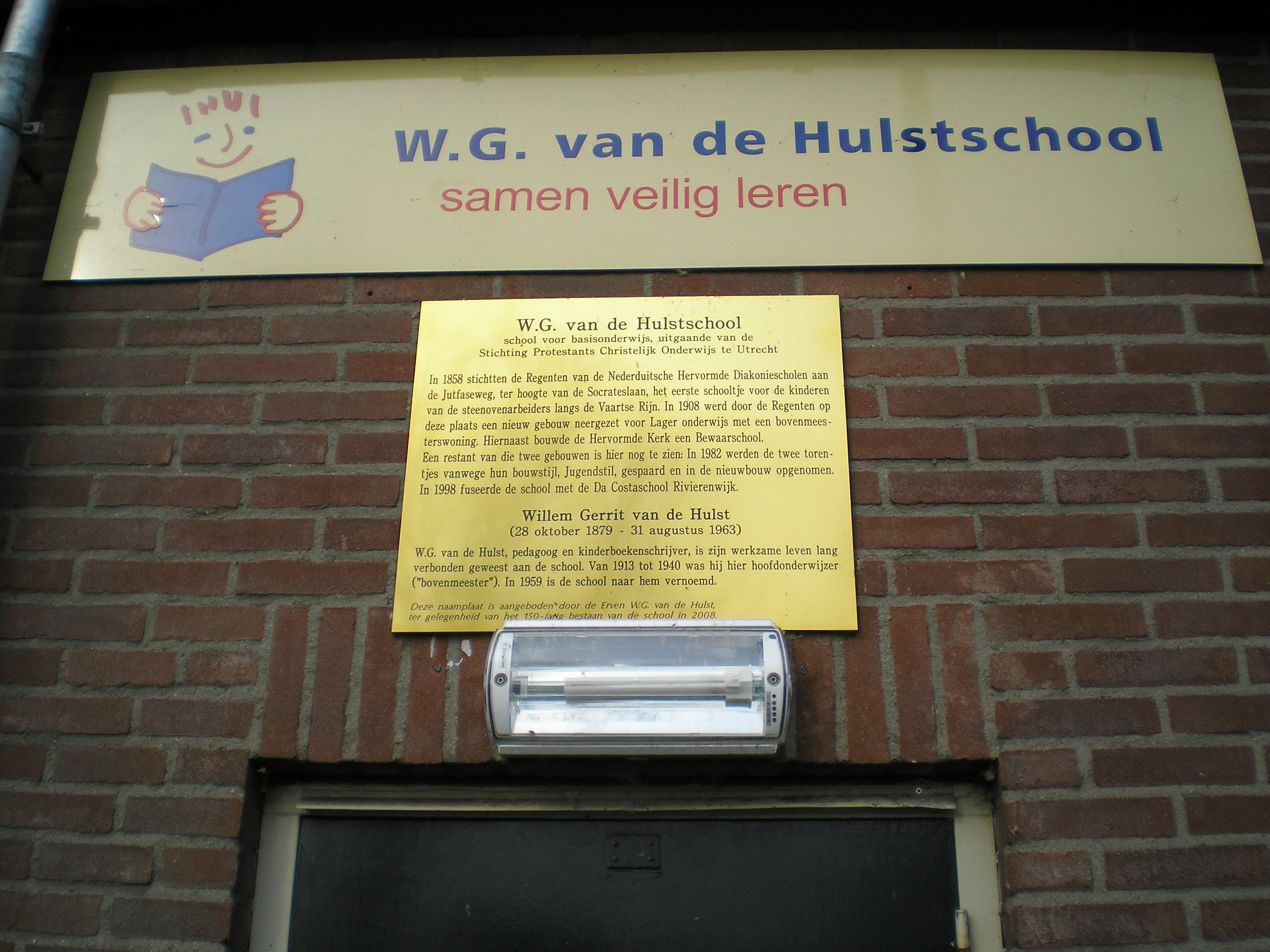
Informatiebord aan de Jutfaseweg
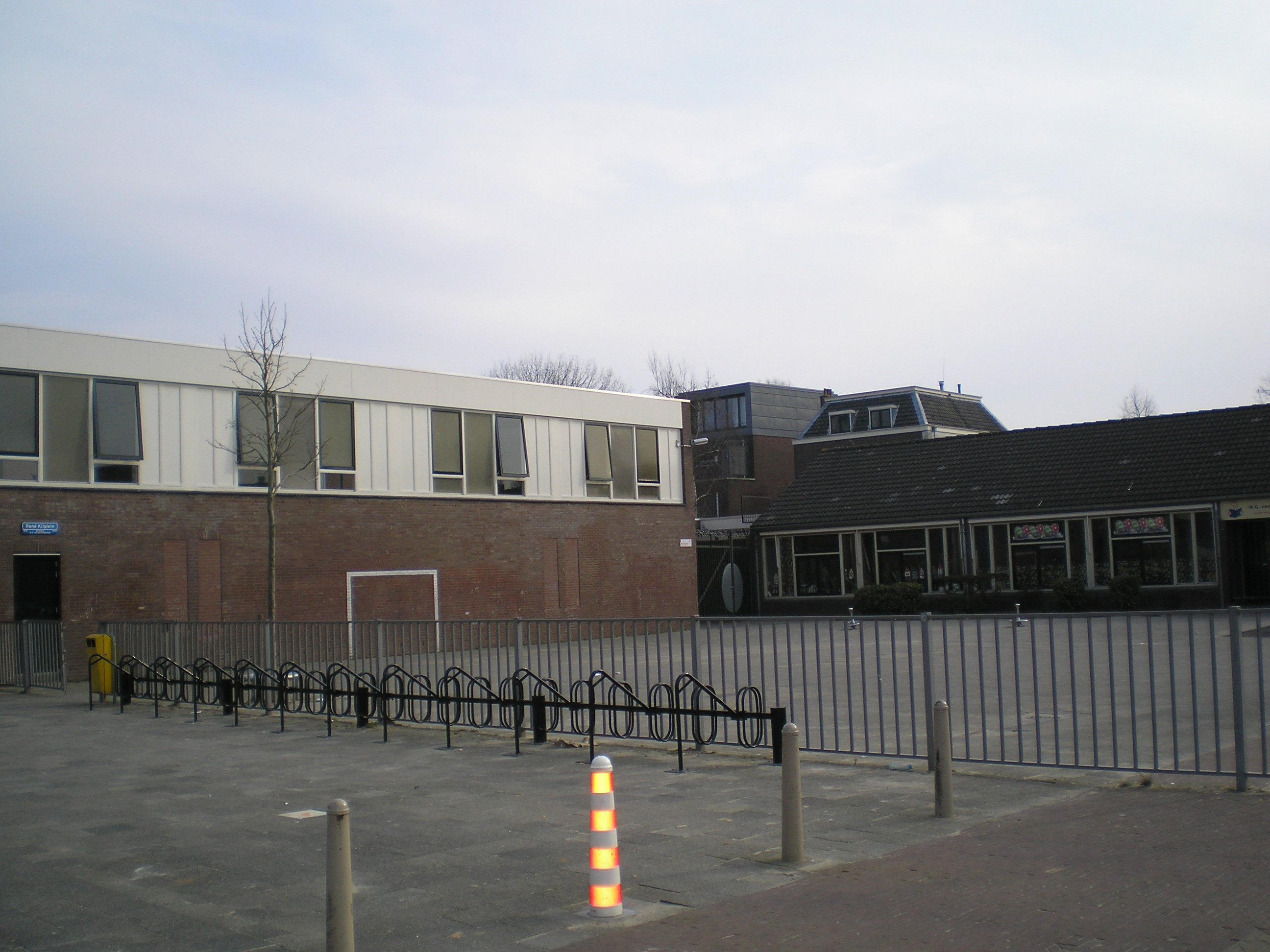
Schoolplein aan de Lingestraat